# Bernwiller
 Bernwiller  là một xã thuộc tỉnh Haut-Rhin trong vùng Grand Est, đồng bắc Pháp. Xã này có diện tích 7,6 km², dân số năm 1999 là 630 người. Khu vực này có độ cao trung bình 283 mét trên mực nước biển.